# Armin Püttger-Conradt
Armin Püttger-Conradt (* in Elmshorn) ist ein deutscher Zoologe und Journalist.
Armin Püttger-Conradt studierte Biologie an der Universität Konstanz. Seit 1980 lebt der Zoologe immer wieder in der Wildnis Afrikas, meist bei den Nashörnern. Er ist Gründer und Vorsitzender des „Komitees zur Rettung der letzten Nashörner e. V.“ und auch im heimischen Naturschutz tätig. Er schreibt für Zeitschriften und Zeitungen in Deutschland und hält Vorträge über seine Arbeit.

## Publikationen
- 1986: Farben vom See
- 1987: Elbmarschen in Holstein
- 2006: Der Fluch des Horns
- 2007: Ein Hundeleben
- 2008: Schleswig-Holsteiner, die die Welt entdeckten